# 伏石事件
伏石事件（ふせいしじけん）は、香川県香川郡太田村伏石（現在の高松市伏石町）で、1923年（大正12年）に起きた小作争議。後述のとおり、日本農民組合（日農）香川県連合会長前川正一および顧問弁護士を巻き込んだ一大刑事事件に発展し、抗議行動が全国で行われたため、各種の小作争議を扱った文書でも伏石事件と呼ばれる事が多い。

## 概要

### 伏線
伏石での小作争議は、小作農民側が1922年（大正11年）夏に日農伏石支部を結成し、小作料を恒久的に30パーセント減額するよう地主に要求して、小作米の70パーセントから80パーセントのみを納入したことに端を発する。
これに対し地主側も団体を結成し減額を拒否するとともに、未納分の小作米の納入を求める訴訟を起こしている。

### 差押え・競売と刈り取り・脱穀
1923年（ちなみにこの年は全国的な旱魃で稲は不作であったという）に入っても、小作農民側は引き続き小作料減額を主張し続けた。再度の小作米減額納入を警戒した地主側は、収穫目前の11月初めに立毛（収穫前の稲）の差押えを裁判所に申し立て、同月下旬にその競売を強行して多くの立毛を落札した。
刈り取りと二毛作の麦の種まきを差し止められた形になった小作農民側が、日農の顧問弁護士に相談したところ「民法上の事務管理として立毛の刈り取り・脱穀をおこなうことは問題なく、落札者がこれらに要した費用を支払うまで留置権に基づきモミを保管することは小作農民側の当然の権利だ」との回答を得た。
これに従って小作農民側は、同月末（資料により11月29日・11月30日等の異同あり）に刈り取りを行うとともに、事務管理としての刈り取りの事実と、刈り取り・脱穀・保管にかかる費用が支払われるまで留置することを地主側に通告した。12月3日に地主側の代表が稲の引き取りに小作農民側の保管場所を訪れたが、小作農民側は支払いを行うまで引渡しはできないこと・脱穀をおこなってモミを保管することを告げ、地主側が引き上げた後に脱穀を開始した（後に小作農民側は、脱穀時には多くの警察官が立ち会っていたが、差し止めなどの指示は受けなかったと主張している）。

### 窃盗での逮捕と裁判
12月4日以降、小作農民および日農の伏石支部長・香川県連合会長・顧問弁護士ら23名が窃盗および窃盗教唆の容疑で逮捕される。
取調べは苛烈を極め、自白の強要や拷問に近い行為が連日長時間にわたり続けられたとされる。小作農民からも精神に異常をきたすもの、仮釈放後に自殺したものが出ている。
事件の規模の大きさや取調べの方法の悪質さなどから全国的に抗議行動が広まり、抗議の演説を行った弁護士らが各地で拘引されている。
翌、1924年（大正13年）の7月に高松地裁で公判が開かれ、9月に有罪22名（うち19名に執行猶予）・無罪1名の判決が言い渡された。1927年（昭和2年）に上告が棄却され、刑が確定している。

### 結末
1924年に調停が成立し、小作料については10パーセントから15パーセント減額されることになった。
結果的に窃盗行為を教唆した首謀者と認定され実刑を受けた顧問弁護士の若林三郎は、1928年（昭和3年）10ヶ月の服役が終了し出所した直後に、2歳の娘と無理心中を図り死亡している。

## 文献
- 小田中聰樹「伏石事件 - 小作争議の『法律戦』と刑事弾圧」『日本政治裁判史録　大正』第一法規出版、1969年。